# Rocher de la Marquise
Le rocher de la Marquise est une montagne qui s'élève à 3 071 ou 3 074 m d'altitude dans les Alpes cottiennes, à l'Ouest du Piémont en Italie.